# Megabiston dorriesiaria
Megabiston dorriesiaria är en fjärilsart som beskrevs av W. Warren 1894. Megabiston dorriesiaria ingår i släktet Megabiston och familjen mätare. Inga underarter finns listade i Catalogue of Life.